# Grey Ruthven, 2. Earl of Gowrie
Alexander Patrick Greysteil „Grey“ Hore-Ruthven, 2. Earl of Gowrie PC (* 26. November 1939; † 24. September 2021) war ein britischer Kunsthistoriker und Politiker der Conservative Party, der unter anderem von 1983 bis 1985 Minister für die Künste sowie zugleich zwischen 1984 und 1985 Chancellor of the Duchy of Lancaster sowie von 1985 bis 1994 Vorsitzender des traditionsreichen Auktionshauses Sotheby’s war.

## Leben

### Herkunft, Erbtitel und Studium
Hore-Ruthven, Sohn von Major Alexander Hardinge Patrick Hore-Ruthven, der am 24. Dezember 1942 aufgrund von Kriegsverletzungen in Italien verstarb, erbte am 2. Mai 1955 von seinem verstorbenen Großvater Alexander Hore-Ruthven, 1. Earl of Gowrie, der unter anderem Gouverneur von South Australia, Gouverneur von New South Wales sowie zuletzt von 1936 bis 1945 zehnter Generalgouverneur Australiens war, die erblichen Titel als 2. Earl of Gowrie, sowie die damit verbundenen Titel als 2. Viscount Ruthven of Canberra und 2. Baron Gowrie, of Canberra, Australia and of Dirleton, in the County of East Lothian. Darüber hinaus erbte er nach dem Tod seines Großonkels, Generalmajor Walter Patrick Hore-Ruthven, 2. Baron Ruthven of Gowrie, den Titel als 3. Baron Ruthven of Gowrie, of Gowrie in the County of Perth.
Nach Beendigung seiner Schulausbildung am Eton College absolvierte er ein Studium der Kunstgeschichte am Balliol College der University of Oxford sowie an der Harvard University. Die Rechtmäßigkeit als Erbe der Adelswürden wurde vom Lord Lyon King of Arms anerkannt und am 2. April 1959 in die Wappenrolle des Court of the Lord Lyon eingetragen. In den folgenden Jahren war er als Kunsthistoriker tätig und verfasste hierzu Bücher wie Postcard From Don Giovanni (1972).

### Oberhausmitglied und Minister der Regierung Thatcher
Aufgrund seiner erblichen Titel wurde der Earl of Gowrie Mitglied des House of Lords und fungierte zwischen 1972 und 1974 als Lord-in-Waiting und damit als einer der Parlamentarischen Geschäftsführer (Whip) der Conservative Party im Oberhaus. Nach der Niederlage der konservativen Tories bei den Unterhauswahlen vom 28. Februar 1974 wurde er Sprecher der Opposition im Oberhaus für Wirtschaftsangelegenheiten.
Nach dem Wahlsieg der Conservative Party bei den Unterhauswahlen vom 3. Mai 1979 und dem Amtsantritt von Premierministerin Margaret Thatcher wurde er 1979 Staatsminister im Ministerium für Beschäftigung und war anschließend zwischen 1981 und 1983 als Staatsminister im Ministerium für Nordirland einer der engsten Mitarbeiter von Nordirlandminister James Prior in einer Hochzeit des Nordirlandkonflikts. Im Anschluss fungierte der Earl of Gowrie, der 1983 auch Mitglied des Privy Council wurde, als Nachfolger von Paul Channon zwischen dem 11. Juni 1983 und seiner Ablösung durch Richard Luce am 2. September 1985 als Minister für die Künste (Minister of Arts). Er bekleidete zugleich als Nachfolger von Francis Cockfield vom 11. September 1984 bis zu seiner Ablösung durch Norman Tebbit am 2. September 1985 das Amt als Chancellor of the Duchy of Lancaster.

### Vorsitzender von Sotheby’s und Familie
Nach seinem Ausscheiden aus der Regierung Thatcher war er zwischen 1985 und 1994 Vorsitzender des traditionsreichen Auktionshauses Sotheby’s. Während dieser Zeit erzielte Sotheby’s in einer einzelnen Impressionisten-Auktion im Mai 1990 einen Rekordumsatz von 286 Millionen Dollar. Zeitgleich bekleidete er von 1985 bis 1994 das Amt des Provost des Royal College of Art (RCA). Anschließend wurde er 1994 Nachfolger von Peter Palumbo, Baron Palumbo als Vorsitzender des britischen Kunstrates (Arts Council of Great Britain) und übte diese Funktion bis zu seiner Ablösung durch Gerry Robinson aus. Danach war er von 1995 bis 1995 Vorsitzender der Entwicklungsgesellschaft Development Securities plc. Seit 2002 ist der Earl of Gowrie Vorsitzender von The Fine Art Fund.
Aus seiner 1962 mit Alexandra Bingley geschlossenen und 1974 geschiedenen Ehe ging sein 1964 geborener einziger Sohn Patrick Leo Brer Ruthven, Viscount Ruthven of Canberra, hervor. Nach der Scheidung von seiner ersten Frau heiratete der Earl of Gowrie am 2. November 1974 in zweiter Ehe Adelheid Gräfin von der Schulenburg.

## Veröffentlichungen
- Postcard From Don Giovanni, 1972
- The Genius of British Painting, 1975